# Polumetali
Polumetali je naziv za grupu elemenata, čija se svojstva nalaze između svojstava metala i nemetala.
Polumetali imaju niz svojstava metala - kao na primjer sjajna površina i visoko talište. Ipak, oni imaju mnogo lošiju električnu i toplinsku vodljivost od tipičnih metala, a bolju od tipičnih nemetala, pa su među njima nalaze i poluvodiči.
Njihova kemijska svojstva također se ne mogu ubrajati ni u metalna ni u nemetalna: s jedne strane pokazuju svojstva nemetala: npr. tvore dosta jake neorganske kiseline, a s druge strane pokazuju tipična svojstva metala: pokazuju veću tendenciju za stvaranje baza nego kiselina i sposobni su za stvaranje složenih spojeva kao prijelazni metali.